# Elachyophtalma meeki
Elachyophtalma meeki är en fjärilsart som beskrevs av Rothschild 1920. Elachyophtalma meeki ingår i släktet Elachyophtalma och familjen silkesspinnare. Inga underarter finns listade i Catalogue of Life.